# Выборы в Европейский парламент в Австрии (2024)
Выборы в Европейский парламент в Австрии прошли 9 июня 2024 года в рамках общеевропейских выборов в Европейский парламент. Они стали седьмыми выборами в Европейский парламент в Австрии. Размер делегации Австрии увеличился с 18 мест на выборах 2019 года до 20 мест. Австрийская партия свободы (FPÖ), победив на выборах в Европейский парламент с 25,4%, впервые победила на общенациональных выборах в Австрии.

## Предыстория
Австрийская народная партия (ÖVP) одержала победу на предыдущих выборах 2019 года, Австрийская партия свободы заняла второе место, а Социал-демократическая партия (SPÖ) — третье. Ещё больше отстали Зелёные и NEOS — Новая Австрия (NEOS). Другие партии не смогли получить ни одного места.

## Избирательная система
По сравнению с предыдущими выборами Австрия имела право на двух дополнительных членов Европарламента на этих выборах: один был назначен в 2020 году из-за перераспределения мест после Brexit, ещё один — в 2023 году после предвыборной оценки состава парламента на основе последних данных о численности населения. Дополнительное место, назначенное в 2020 году, досталось Партии зелёных. 20 членов избираются по системе пропорционального представительства по полуоткрытому списку в едином общенациональном избирательном округе с распределением мест по методу Д'Ондта. Избирательный порог был установлен на уровне 4%. 
Все лица, имеющие австрийское гражданство и основное место жительства в Австрии, граждане Австрии без места жительства в Австрии (австрийцы за рубежом) и другие граждане Союза (если их основное место жительства находится в Австрии), имеют право голосовать на европейских выборах в Австрии. Кроме этого, лица, имеющие право голоса, должны достичь 16 лет не позднее дня выборов и быть зарегистрированными в реестре избирателей/европейском реестре избирателей австрийского муниципалитета на дату крайнего срока. Право баллотироваться в качестве кандидата на европейских выборах имеют все лица, имеющие право голоса и достигшие 18-летнего возраста на день выборов.

## Результаты
|                                               |                                             |                                               |                                     |           |        |          |       |      |  |
| Партия                                        | Партия                                      | Европейская партия                            | Основной кандидат                   | Голоса    | %      | +/-      | Места | +/-  |  |
|                                               | Партия свободы (FPÖ)                        | Патриоты за Европу                            | Гаральд Вилимски893 754 25,36 6 +3  | 893 754   | 25,36  | 8,16 ▲   | 6     | 3 ▲  |  |
|                                               | Народная партия (ÖVP)                       | Европейская народная партия                   | Райнхольд Лопатка                   | 864 072   | 24,52  | -10,03 ▼ | 5     | -2 ▼ |  |
|                                               | Социал-демократическая партия (SPÖ)         | Прогрессивный альянс социалистов и демократов | Андреас Шидер                       | 818 287   | 23,89  | 0,67 ▼   | 5     | 0 ▬  |  |
|                                               | Зелёные                                     | Зелёные — Европейский свободный альянс        | Лена Шиллинг                        | 390 503   | 11,08  | -3,00 ▼  | 2     | 0 ▬  |  |
|                                               | NEOS — Новая Австрия (NEOS)                 | Обновляя Европу                               | Хельмут Брандштеттер                | 10,14     | 8,44   | 1,70 ▲   | 2     | 1 ▲  |  |
|                                               | Коммунистическая партия Австрии             | -                                             | Гюнтер Хопфгартнер                  | 104 245   | 2,96   | 2,16 ▲   | 0     | 0 ▬  |  |
|                                               | Демократическая – Нейтральная – Аутентичная | -                                             | Мария Хубмер-Могг                   | 95 859    | 2,72   | новая    | 0     | 0 ▬  |  |
| Действительные бюллетени                      | Действительные бюллетени                    | Действительные бюллетени                      | Действительные бюллетени            | 3 523 934 | 98,31  |          |       |      |  |
| Недействительные/пустые бюллетени             | Недействительные/пустые бюллетени           | Недействительные/пустые бюллетени             | Недействительные/пустые бюллетени   | 60 548    | 1,69   |          |       |      |  |
| Всего                                         | Всего                                       | Всего                                         | Всего                               | 3 584 482 | 100,00 | —        | 20    | 2 ▲  |  |
| Зарегистрированных избирателей/Явка           | Зарегистрированных избирателей/Явка         | Зарегистрированных избирателей/Явка           | Зарегистрированных избирателей/Явка | 6 372 204 | 56,25  |          |       |      |  |
| Источник: Министерство внутренних дел Австрии |                                             |                                               |                                     |           |        |          |       |      |  |